# Hilaire Gabriel Bridet
Hilaire Gabriel Bridet (París, 29 de gener de 1818 - Saint-Denis, la Réunion, 20 de juny de 1894) va ser un meteoròleg i militar francès que s'interessà als huracans. Era fill de Lucien Louis Bridet, un empresari d'obres públiques de la capital francesa, i d'Anne Henriette Lesage. El 1834 Hilaire Bridet entrava a la marina francesa. Atenyé la posició d'aspirant el 19 de setembre de 1836. Es casà el 24 d'octubre de 1843 a l'illa de la Réunion amb Marie Josèphe Eléonore Jacquot de Villeneuve Champierre amb qui tingué cinc fills. Va ser capità de fragata, ajudant de camp del governador Hubert de Lisle. L'1 de gener de 1857, fou encarregat de dirigir l'observatori de l'illa de la Réunion i esdevingué després director del port de Saint-Denis (la Réunion). Fou fet cavaller de la Legió d'Honor el 14 març de 1857 i després oficial l'11 d'agost de 1869. Publicà Etudes sur les ouragans de l'hémisphère austral (1861).